# Wallstraße 99 (Quedlinburg)

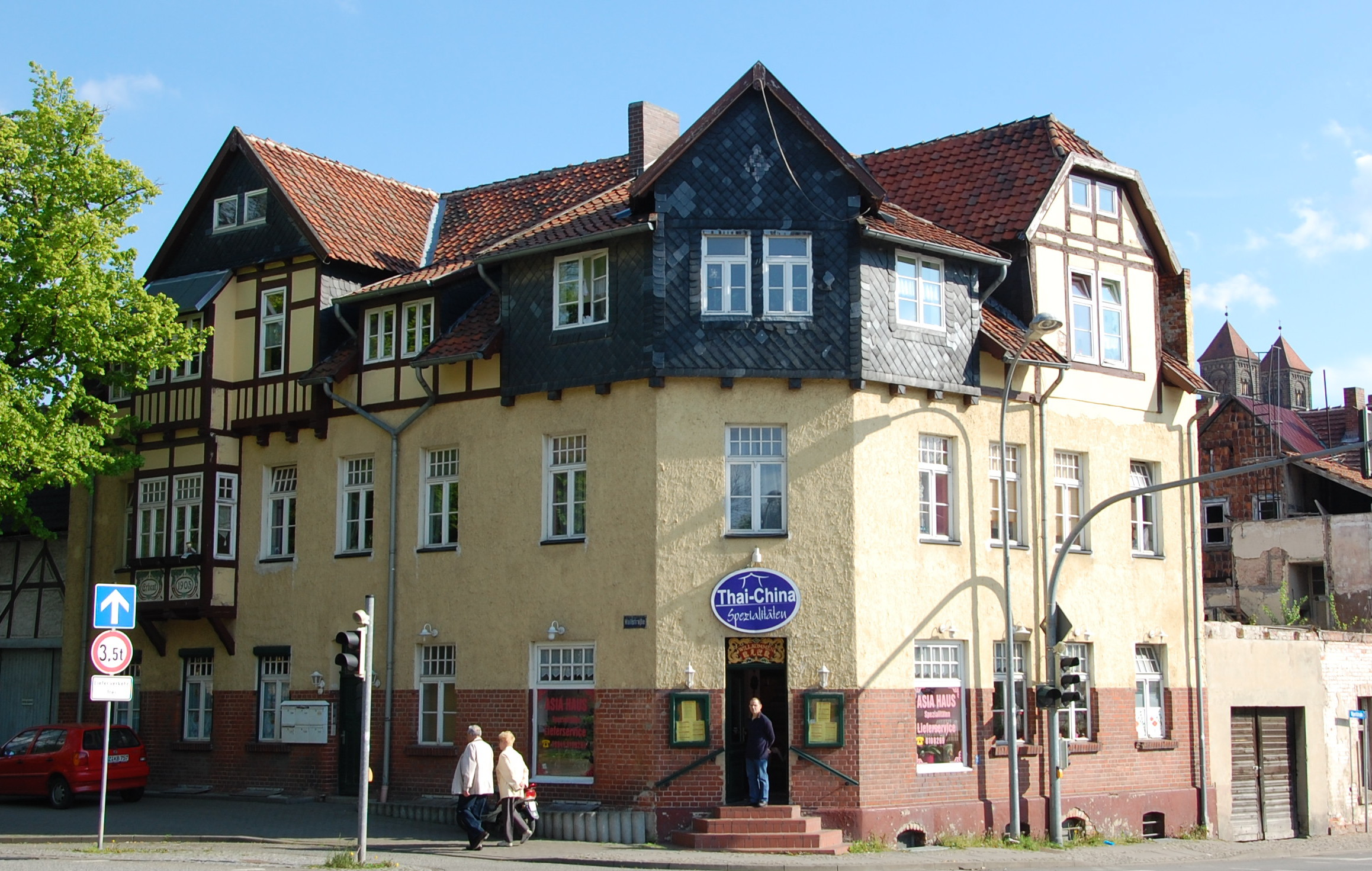
Haus Wallstraße 99

Das Haus Wallstraße 99 ist ein denkmalgeschütztes Gebäude in Quedlinburg in Sachsen-Anhalt. 

## Lage
Es ist im Quedlinburger Denkmalverzeichnis als Wohnhaus eingetragen und befindet sich westlich der historischen Quedlinburger Altstadt, in einer Ecksituation unmittelbar südlich der Einmündung der Wallstraße auf die Wipertistraße.

## Architektur und Geschichte
Das zweigeschossige, verputzte Gebäude wurde im Jahr 1905 errichtet. Eine entsprechende Datierung befindet sich am Fenstererker. Markant sind die Zwerchhäuser, deren Giebelseiten verschiefert oder als Fachwerk gestaltet sind. Die Fenster des Gebäudes sind noch bauzeitlich (Stand 1998).